# Жантеке
Жантеке́ (каз. Жантеке) — село у складі Коргалжинського району Акмолинської області Казахстану. Адміністративний центр Карашалгинського сільського округу.
Населення — 564 особи (2021; 813 у 2009, 1384 у 1999, 2292 у 1989).
Національний склад станом на 1989 рік:
- казахи — 100 %.